# Bois-Jérôme-Saint-Ouen
Bois-Jérôme-Saint-Ouen is een gemeente in het Franse departement Eure in de regio Normandië en telt 677 inwoners (1999).
Bois-Jérôme-Saint-Ouen maakt deel uit van het arrondissement Les Andelys en sinds 22 maart 2015 van het kanton Les Andelys toen het kanton Écos, waar de gemeente toe behoorde, werd opgeheven.

## Geografie
De oppervlakte van Bois-Jérôme-Saint-Ouen bedraagt 10,6 km², de bevolkingsdichtheid is 63,9 inwoners per km².
De onderstaande kaart toont de ligging van Bois-Jérôme-Saint-Ouen met de belangrijkste infrastructuur en aangrenzende gemeenten.

## Demografie
Onderstaande figuur toont het verloop van het inwonertal (bron: INSEE-tellingen).